# Clitocybe harperi
Clitocybe harperi är en svampart som tillhör divisionen basidiesvampar, och som beskrevs av William Alphonso Murrill. Clitocybe harperi ingår i släktet Clitocybe, och familjen Tricholomataceae. Arten är reproducerande i Sverige.